# Georg Aleksandrovitj
Georg Aleksandrovitj av Ryssland, född 1871, död 1899, var en rysk storfurste. Han var son till tsar Alexander III och Maria Fjodorovna samt yngre bror till Nikolaj II. 
Georg var rysk tronföljare i början av sin brors regeringstid, från 1894 till 1899. 